# Valprato Soana
Valprato Soana (Valprà in piemontese ed in francoprovenzale) è un comune italiano di 87 abitanti della città metropolitana di Torino, in Piemonte.

## Geografia fisica

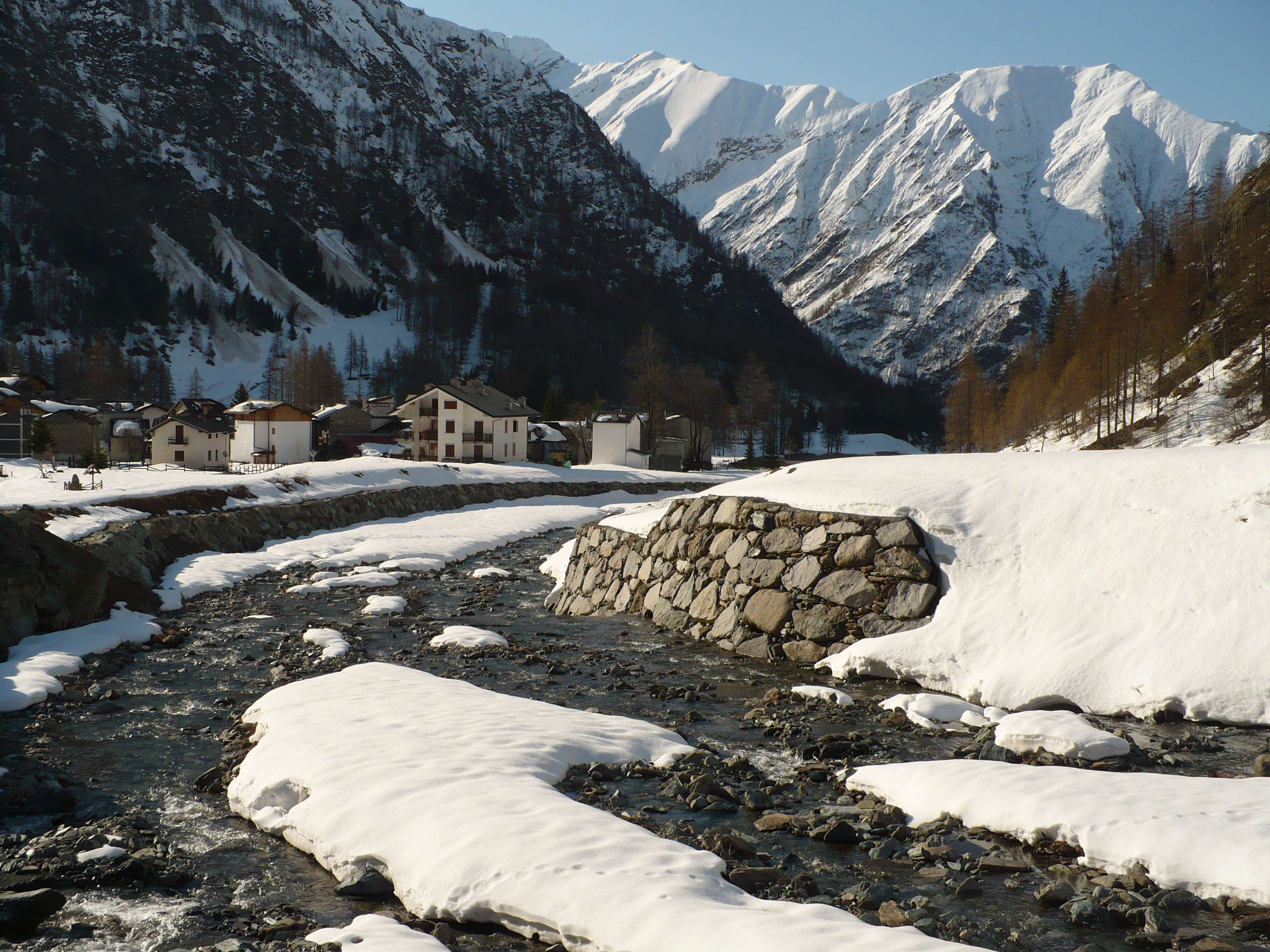
Il torrente Soana a Piamprato

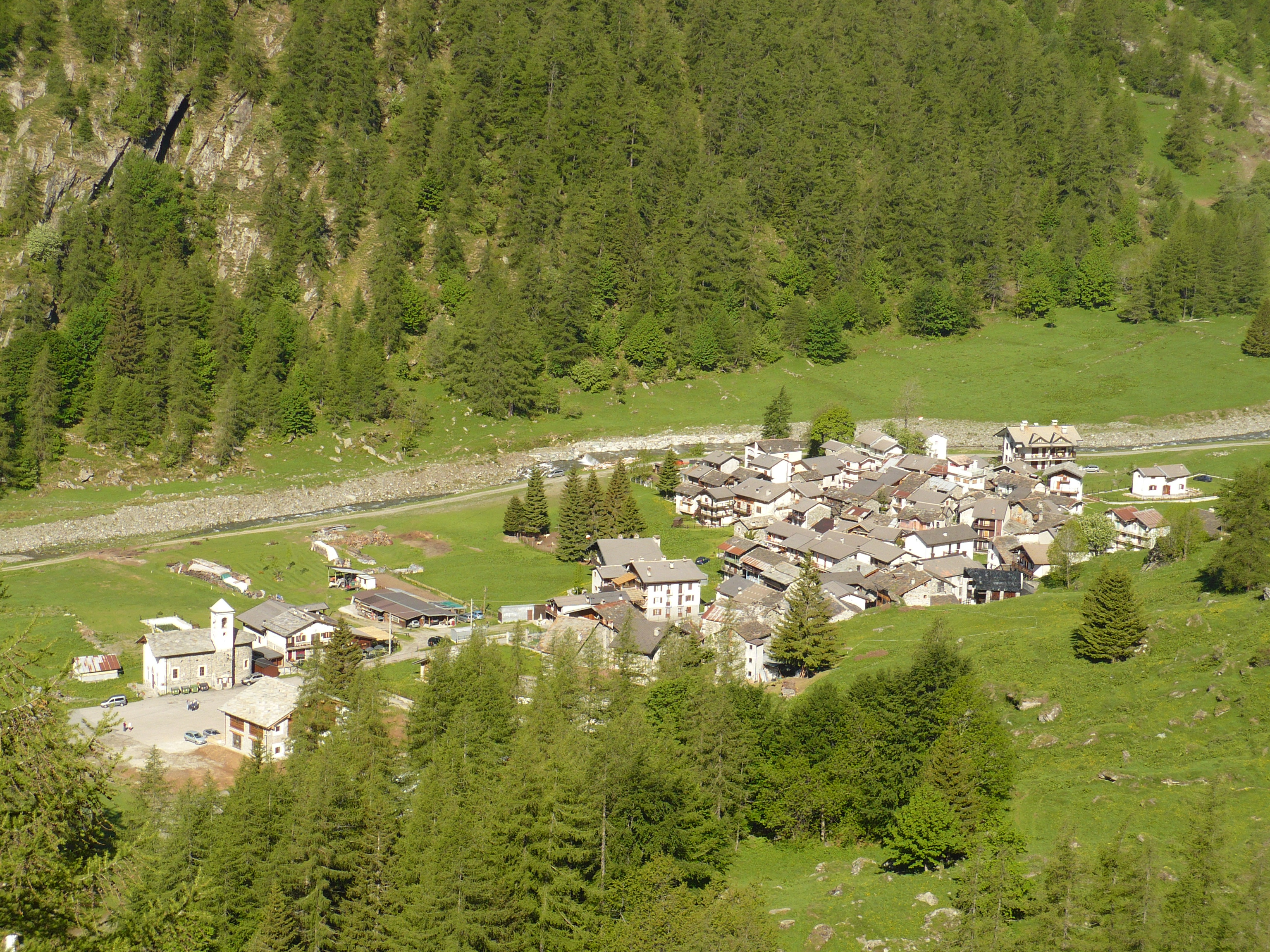
Veduta dell'abitato della frazione Piamprato

Il territorio comunale di Valprato Soana si trova in Val Soana, alla destra idrografica dell'omonimo torrente. Il paese è collocato alla congiunzione dei due valloni che salgono l'uno a Campiglia Soana e l'altro a Piamprato.
Nel corso della sua storia, l'area dell'abitato è stata interessata da alcune valanghe montane.
In località Piamprato sono presenti una stazione climatica di rilevamento ed una stazione sciistica composta da due impianti di risalita, un rifugio ed alcune strutture alberghiere sia al centro del paese che in prossimità degli impianti di risalita.

## Storia
Per quanto il borgo di Valprato Soana vanti origini antichissime, non vi sono dati certi che riportino ad un periodo preciso di fondazione, anche se il ritrovamento di alcuni manufatti di epoca romana sembrerebbe ricondurre la presenza di un'area umanizzata a quell'epoca.
La storia antica della comunità di Valprato si lega alla tradizione religiosa locale che vuole che, proprio nei monti attorno a Valprato, sia stato martirizzato san Besso, largamente venerato in tutta la Val Soana e raffigurato in un affresco ancora oggi presente nella chiesa parrocchiale locale. Nei primi anni del VI secolo, l'abitato venne interessato dalle predicazioni di sant'Orso di Aosta.
In epoca medievale, l'abitato di Valprato venne interessato da alcune rivolte pauperiste prima e dal passaggio di diversi eserciti in seguito, in particolare di quello francese. Nel 1928 il comune di Valprato venne unito a quello di Campiglia Soana assumendo l'attuale denominazione di Valprato Soana.
Nelle fasi terminali della seconda guerra mondiale, nel 1944, in località Pianetto, si schiantarono due aerei inglesi della South African Air Force, impegnati in conflitti con le forze tedesche, mentre portavano dei rifornimenti ai partigiani presenti sui monti locali.
Il comune di Valprato ha dedicato un monumento in ricordo all'evento nel 2013.

## Monumenti e luoghi d'interesse

### Architetture religiose

#### Chiesa di San Grato (Piamprato)
La chiesa di San Grato a Piamprato, costruita nel Settecento, venne eretta in adempimento ad un voto. Essa si presenta con le caratteristiche tipiche dell'architettura di montagna in pietra, con un tetto a doppia falda in legno e copertura a "lose".

#### Chiesa parrocchiale di San Giacomo (Pianetto)

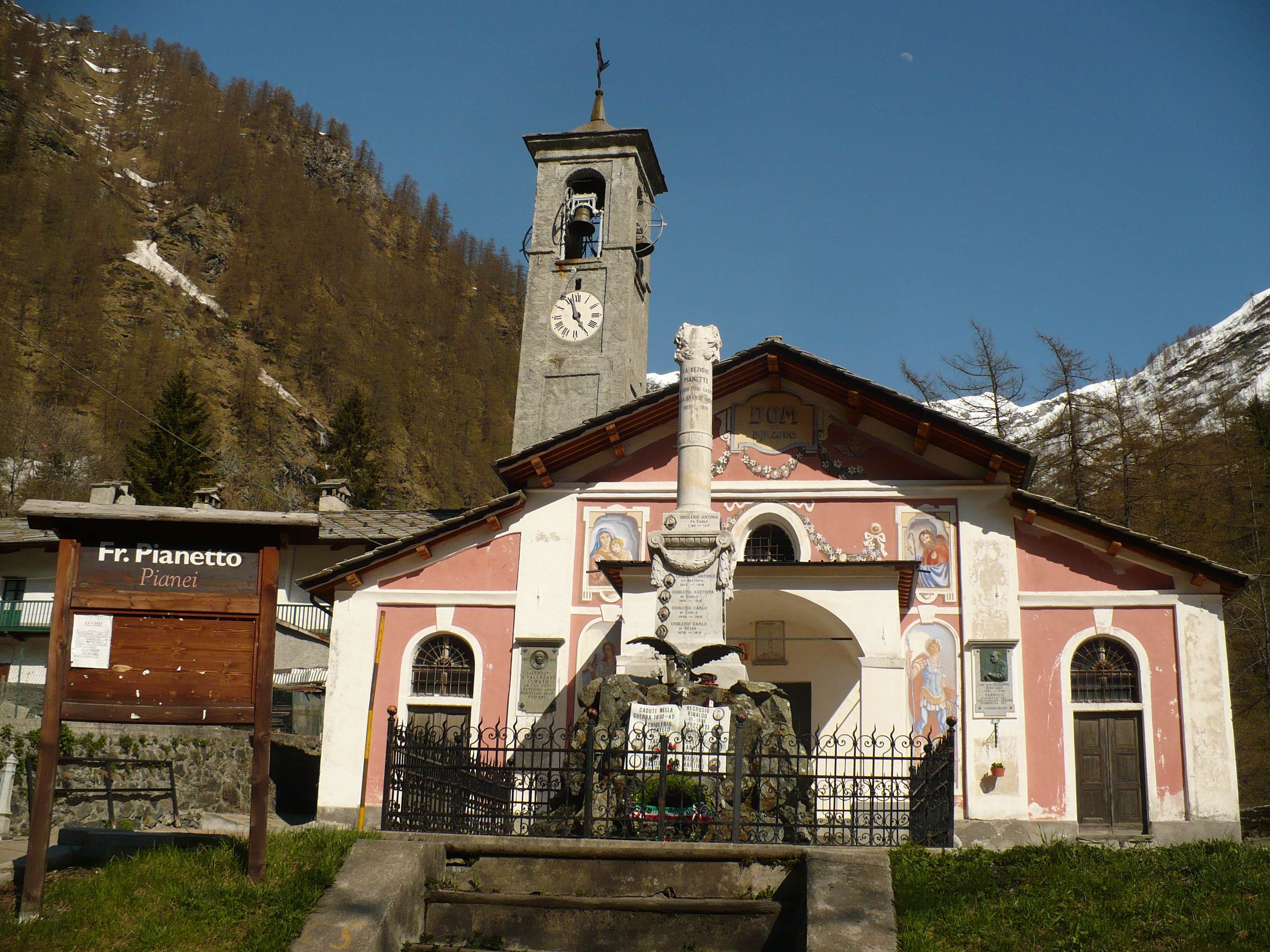
La chiesa di San Giacomo presso la frazione di Pianetto

La chiesa parrocchiale situata nella frazione di Pianetto si presenta distinta in facciata da tre portali d'ingresso (corrispondenti ad altrettante navate interne) di cui quello centrale è coperto da un pronao. In facciata si trova un affresco raffigurante una Madonna con Bambino, San Pietro, Santa Caterina e San Besso.

#### Santuario della Madonna della Neve (Beirano)
Il santuario, internamente, è ornato da una volta a crociera in corrispondenza del presbiterio, mentre la zona destinata ai fedeli è sovrastata da due campate con volte unghiate, separate da archi a tutto sesto.

#### Santuario dell'Azaria
La chiesa, situata a 1573 metri di altezza sull'omonimo piano, è di origini antichissime ma è stato reso agibile da raggiungere solo nell'Ottocento quando venne spianata ed aperta nei pressi della struttura una strada reale di caccia, voluta espressamente da re Vittorio Emanuele II nel 1867.

#### Chiesa di Sant'Antonio (loc. Chiesale)
La struttura, realizzata nel 1810, è posta in posizione dominante sul fondovalle locale. Dietro all'altare maggiore si trova un quadro raffigurante la Visitazione di Maria a santa Elisabetta.

#### Chiesa parrocchiale di San Silverio (Valprato Soana)

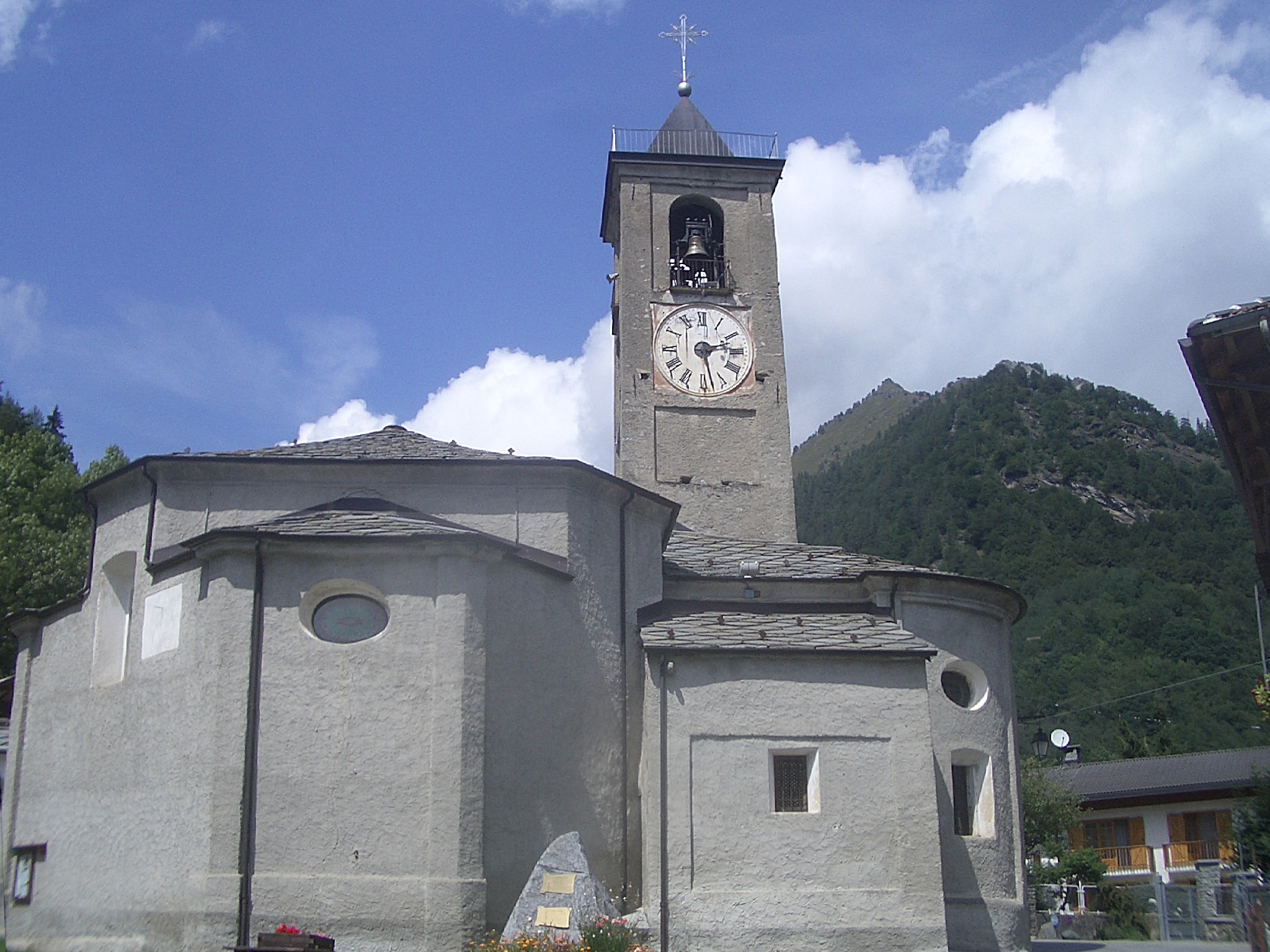
Il lato della chiesa parrocchiale di San Silverio a Valprato

Le prime notizie della chiesa di Valprato Soana risalgono al XVII secolo, quando la struttura viene ad ogni modo indicata come già esistente. L'interno della chiesa è di forme semplici con l'altare maggiore (sopra il quale si trova un affresco raffigurante San Besso) e due altari laterali, uno dedicato a sant'Antonio di Padova e l'altro dedicato alla Madonna del Carmelo.
Esternamente si trova una statua caratteristica rappresentante Cristo benedicente con la croce, sotto la quale è presente un esempio di quadrato del Sator.

#### Santuario della Natività di Maria Vergine (Iornea)
Caratterizzato da una tipica struttura di forma ottagonale, il santuario di Iornea è preceduto da un pronao d'ingresso porticato e voltato a crociera, con la caratteristica copertura montana a lose.

#### Chiesa e convento dei Cappuccini
La struttura del convento dei frati Cappuccini risale al 1636 e venne costruito grazie ad una copiosa donazione della famiglia Ferrero. La chiesa, oggi del clero secolare da quando i frati nell'anno 1800 vennero costretti ad abbandonare la struttura a seguito delle leggi napoleoniche sulla soppressione dei conventi, col vicino edificio adibito a piccolo convento, è ancora oggi dedicata alla Madonna degli Angeli. La chiesa, internamente, si presenta ad una sola navata con pavimento in pietra ed all'interno tre altari in legno: quello maggiore è dedicato a sant'Antonio abate, mentre quelli laterali sono dedicati rispettivamente alla Madonna Immacolata ed a sant'Antonio di Padova. Davanti a quest'ultimo vi è anche il sepolcro generale dei religiosi locali.
Nell'area del convento trovano posto in tutto sei celle con orto attiguo, una cucina ed un refettorio.

#### Chiesa della Madonna della Neve (Boschietto)
Le prime notizie relative alla cappella montana di Boschietto risalgono al XVII secolo quando già viene indicata come dedicata alla Madonna della Neve. La facciata della chiesa è contraddistinta dalla presenza di un affresco raffigurante San Giuseppe, la Madonna delle Nevi e l'Angelo custode con l'agnello. Un tempo, nell'ambiente attiguo alla chiesa, vi era una stanza utilizzata localmente come aula scolastica per gli abitanti della frazione.

#### Santuario di San Besso

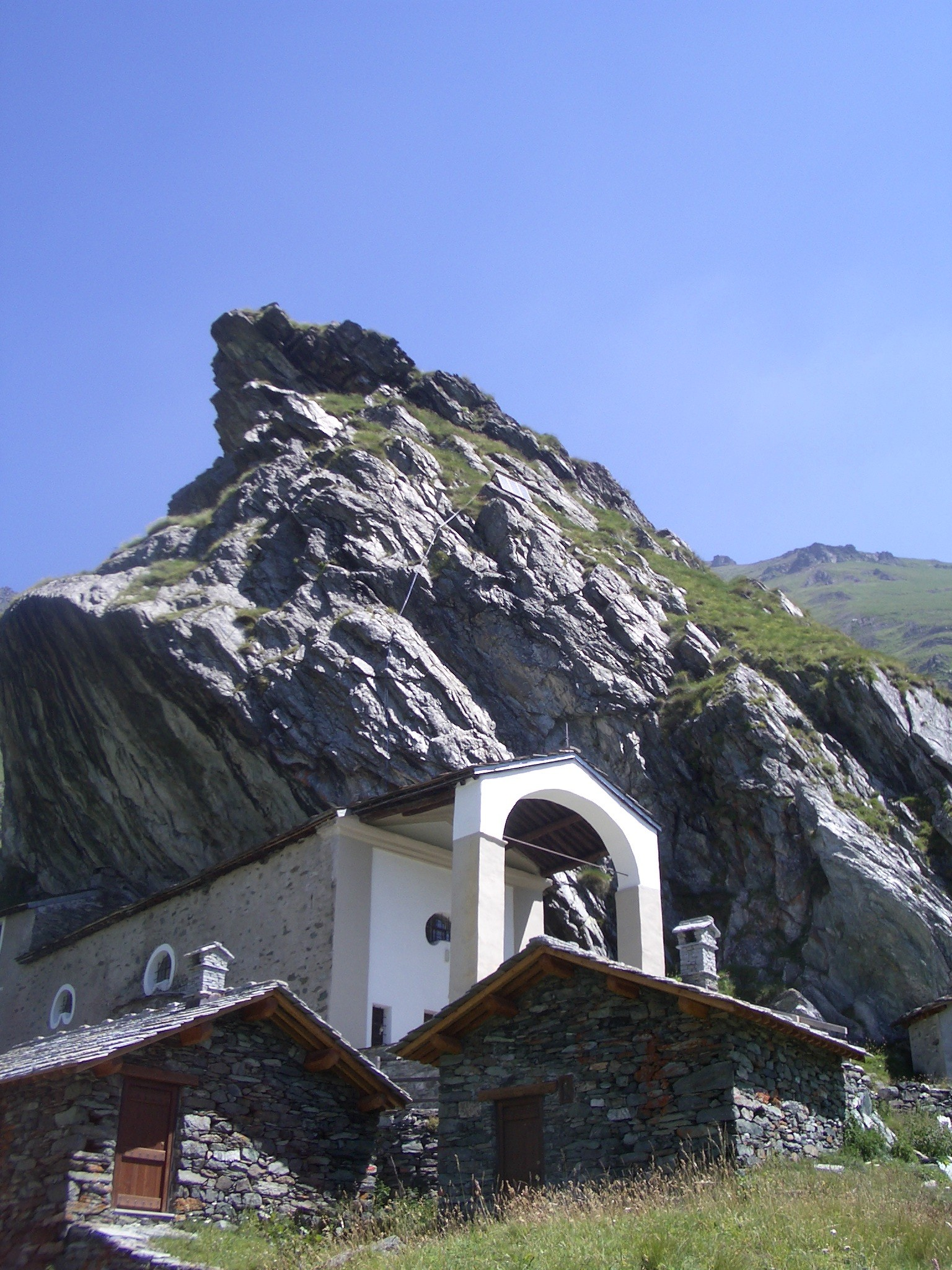
Il santuario di San Besso posto sotto il crostone roccioso del monte Fautenio

Il santuario di San Besso sorge a 2047 metri di altezza, al di sotto del monte Fautenio dove la tradizione vuole sia avvenuto il martirio del santo. Questo luogo di culto è uno dei più famosi e venerati di tutta la Valle Soana e rappresenta ancora oggi un punto di devozione popolare molto sentito localmente.

## Società

### Evoluzione demografica
L'imponente fenomeno dello spopolamento delle zone montane ha portato alla diminuzione del 93% della popolazione residente in cento anni, a partire dal 1911 ai giorni nostri .
Abitanti censiti

## Geografia antropica
Il territorio comunale, oltre alle due frazioni principali Campiglia Soana e Piamprato, è disseminato di moltissime piccole frazioni molto caratteristiche.
- Il comune fa parte del Parco nazionale del Gran Paradiso.

## Economia
La storia e l'evoluzione dell'abitato di Valprato Soana sono essenzialmente legate alla presenza di molta attività di estrazione mineraria, in particolare di piombo, nella miniera detta La Reala, ancora largamente attiva nel Settecento. Dalle miniere presso i monti di Valprato Soana si estraevano sino alla prima metà del Novecento piombo, rame, calcopirite, pirrotina, manganite, asbesto, rodonite, spessartina, epidoto e tormalina nera.

## Amministrazione
Di seguito è presentata una tabella relativa alle amministrazioni che si sono succedute in questo comune.
| Periodo        | Periodo        | Primo cittadino          | Partito                                 | Carica  | Note  |
| -------------- | -------------- | ------------------------ | --------------------------------------- | ------- | ----- |
| 16 giugno 1985 | 20 maggio 1990 | Ferruccio Spezzati       | -                                       | Sindaco | [ 8 ] |
| 20 maggio 1990 | 24 aprile 1995 | Danilo Crosasso          | Partito Socialista Democratico Italiano | Sindaco | [ 8 ] |
| 24 aprile 1995 | 14 giugno 1999 | Danilo Crosasso          | -                                       | Sindaco | [ 8 ] |
| 14 giugno 1999 | 14 giugno 2004 | Danilo Crosasso          | sviluppo democratico                    | Sindaco | [ 8 ] |
| 14 giugno 2004 | 8 giugno 2009  | Silvano Edoardo Crosasso | lista civica                            | Sindaco | [ 8 ] |
| 8 giugno 2009  | 26 maggio 2014 | Silvano Edoardo Crosasso | lista civica                            | Sindaco | [ 8 ] |
| 26 maggio 2014 | in carica      | Francesco Bozzato        | lista civica: insieme per Valprato      | Sindaco | [ 8 ] |

### Altre informazioni amministrative
Il comune faceva parte della Comunità Montana Valli Orco e Soana.